# Акулячий торнадо
«Акулячий торнадо» (англ. Sharknado) — американський науково-фантастичний телефільм-катастрофа 2013 року з Тарою Рід, Яном Зірінгом, Джоном Гердом та Кассі Скербо у головних ролях. Стрічка розповідає про водяний смерч, який підіймає акул з океану і викидає їх у Лос-Анджелесі. Це перший фільм у франшизі «Акулячий торнадо». Вперше стрічка була показана 11 липня 2013 року на каналі Syfy. Також було проведено спеціальний опівнічний одноденний показ у кінотеатрах мережі Regal Cinemas та NCM Fathom Events, заробивши менше як 200 000 доларів з 200 кінотеатрів.
Фільм має п'ять продовжень. Шоста та остання частина вийшла 19 серпня 2018 року. Хоча оригінальний фільм не був явно комедією, зберігаючи принаймні видимість серйозності, попри неправдоподібний сюжет, сиквели мають більш відкритий комедійний характер.

## Сюжет
Біля узбережжя Мексики корабель Карлоса Сантьяго, контрабандиста плавців акул, потрапляє в циклон, який перешкоджає зустрічі з потенційним покупцем. Торнадо кидає на човен купу акул, які вбивають всіх на борту.
Циклон переміщується до Лос-Анджелеса, затоплюючи місто морською водою, переповненою акулами. Повінь знищує бар. Його власник та серфер Фін одразу вирушає разом зі своїми друзями Базом, Новою та Джорджем рятувати свою дружину Ейпріл і дочку-підлітка Клавдію, які живуть окремо. На шляху вони рятують людей, які зазнали нападу акул. Після загибелі Джорджа група чує попередження про торнадо. Група дістається до Ейпріл перед затопленням першого поверху та навалою акул. Коханого Ейпріл, Колліна, з'їдають акули, але решта успішно тікає. Будинок руйнується від величезної хвилі.
Група натрапляє на шкільний автобус, який потрапив у паводкові води з акулами. Фін зупиняється, щоб врятувати дітей та водія автобуса. Потім водія автобуса вбиває пам'ятний знак Голлівуду. На автомобіль Нови падає акула та відриває дах. Руку Фіна відрізають. Перш ніж автомобіль вибухне група встигає вибігти з неї. Вони викрадають іншу машину і зустрічаються з Меттом, сином Фіна та Ейпріл, який переховувався у льотній школі. Три торнадо поглинають повеневі води, перетворюючись на «акулячі торнадо». Група бере обладнання з розташованого поблизу сховища. Між Меттом і Новою виникає симпатія. У них з'являється ідея скинути бомби, щоб позбутися торнадо. Це подіяло лише на два.
При спробі відбити акулу Нова випадає з вертольота прямісінько в рот іншої. Серце Метта розбите. Баз губиться у штормі разом з Боббі та Люелліном, друзями Метта. Зрештою, Фін знищує останній акулячий торнадо. Одна акула летить прямо до групи. Фін стрибає їй в пащу з бензопилою і прорубує собі шлях. Він з'являється, несучи несвідому, але неушкоджену Нову. Метт возз'єднується з нею, а Фін повертається разом з Ейпріл.

## У ролях
| Актор             | Роль               |
| ----------------- | ------------------ |
| Ян Зірінг         | Фін "Фінлі" Шепард |
| Тара Рід          | Ейпріл Векслер     |
| Джон Герд         | Джордж             |
| Кассі Скербо      | Нова Кларк         |
| Джейсон Сіммонс   | Баз Гоган          |
| Обрі Піплз        | Клавдія            |
| Чак Гіттінгер     | Метт               |
| Крістофер Вульф   | Коллін             |
| Алекс Арлео       | Боббі              |
| Коннор Вейл       | Люеллін            |
| Джулі Мак-Каллоу  | Джонні Вейвз       |
| Адріан Бустаманте | Кельсо             |

## Виробництво
Режисером стрічки став Ентоні К. Ферранте. Однією з його попередньою роботи є жахастик «Буу!» за сценарієм Тандера Левіна. Слоган стрічки «Достатньо сказано!». «Акулячий торнадо» — одна із багатьох малобюджетних комерційних кінострічок на замовлення Syfy. В інтерв'ю Роббі Ріст заявив, що він натрапив на афішу фільму на Американському кіноринку та захопився його концепцією. Коли його друг Ферранте сказав, що до нього звернулися з проханням зняти фільм, Ріст наполягав, щоб Ферранте погодився на цю роботу. Ріст отримав невелику роль у фільмі та склав тему.
Актриса Тара Рід сказала про фільм: «Це дурня, і є тільки певна кількість бар'єрів, в які ви можете потрапити. Ви не можете сприймати це серйозно, коли акули літають у небі. Їх стільки там, що насправді дуже смішно». Актори повинні були уявити акул на зеленому екрані, який часто використовувався. Ян Зірінг заявив, що у нього були серйозні застереження щодо сценарію, але він був мотивований, зокрема, необхідністю заробити достатньо, щоб претендувати на медичну страховку Гільдії кіноакторів США для своєї родини.
В інтерв'ю на Uproxx Ферранте підсумував сюжет: «Там потоп. І буря. Не хвилюйтеся з цього приводу».

## Випуск
Прем'єру переглянули 1,37 мільйона глядачів, що трохи нижче середнього показника на 1,5 мільйона для типового оригінального фільму Syfy. Фільм став трендом у соціальній мережі Twitter, зокрема його обговорювали Деймон Лінделоф, Віл Вітон, Олівія Вайлд, а також Корі Монтейт, останній твіт якого був про фільм. Через збільшення реклами (в основному через Twitter), Syfy повторив показ в четвер, 18 липня 2013 року, через тиждень після його прем'єри. Його переглянули 1,89 мільйона глядачів, що на 38 % більше, ніж попередній ефір. Третю трансляцію 27 липня переглянули 2,1 мільйона глядачів, продовживши зростання популярності фільму і встановивши рекорд за кількістю переглядів оригінального фільму в історії Syfy. За прогнозами стрічка збільшить дохід The Asylum з 5 мільйонів доларів у 2009 році до 19 мільйонів доларів у 2013 році.
Представник Національної погодної служби жартома рекомендував як діяти у випадку з акулячим торнадо, кажучи: «Як і у випадку будь-якого смерчу або торнадо, найкраща порада — бути у внутрішній частині самого нижнього поверху міцної будівлі — а не зовні, незалежно від того, йде дощ чи ні». Червоний Хрест в Оклахома-Сіті також використав фільм як можливість передати інформацію про безпеку під час шторму, а деякі інші включили його у власну рекламу.
Regal Cinemas оголосив, що опівночі 2 серпня 2013 року фільм буде показуватись приблизно у 200 кінотеатрах на національному рівні. Квитки швидко були продані в Нью-Йорку, Бостоні та Сіетлі, де було додано сеансів, щоб задовольнити попит клієнтів. Касові збори були замалими для нічних показів; за оцінками вони склали менш як 200 000 доларів.

### Міжнародна трансляція
- Австралія. Прем'єра на Universal Channel була запланована на 9 вересня 2013 року[27], але була перенесена через широкий розголос[28]. Фільм оцінили 54 000 глядачів, що ставить його на шосте місце за кількістю переглядів серед програм нічного ефіру (і трете серед неспортивних програм) на платному телебаченні[29].
- Велика Британія. Прем'єра відбулась 7 серпня 2013 року на Syfy[30].
- Нова Зеландія. Прем'єра відбулась 17 вересня 2013 року в ефірі телевізійного каналу Prime.
- Німеччина. Прем'єра відбулась 10 січня 2014 року на телеканалі Tele 5 в рамках серії «Найгірші фільми усіх часів».
- Таїланд. Трансляція в етері безкоштовного PPTV HD відбулась 6 червня 2017 року[31].

### Мерчендайзинг
У серпні 2013 року Syfy та The Asylum оголосили, що товари, пов'язані з «Акулячим торнадо» стануть доступними для замовлення, зокрема, футболки та інші товари: костюми, сумки та плакати. Компанія Funko придбала ліцензійну угоду на виробництво вінілової версії акулячого торнадо у серії POP!.

## Сприйняття

### Критика
На Rotten Tomatoes рейтинг фільму становить 78 % на основі 18 відгуків; середня оцінка — 6,12/10. Консенсус сайту зазначає: «Гордо, безсоромно і чудесно бездумно, „Акулячий торнадо“ переосмислює „так погано, що добре“ для нового покоління».
Оглядач Мері Мак-Намара в «Лос-Анджелес Таймс» зазначила про сюжетні діри: «вся суть подібних фільмів: приголомшливі коментарі вдома. Часто у супроводі багатьох алкогольних напоїв». Девід Гінклі з «Нью-Йорк Дейлі Ньюз» сказав: "«Акулячий торнадо» — це півтори години вашого життя, яке ніколи не повернетеся. І ви не захочете.
Кім Ньюман із «Empire» назвав фільм «цинічним сміттям із назвою, яка привертає увагу, та достатньою кількістю кадрів з жахливими КГ-акулами у жахливому КГ-торнадо, які їдять людей для заповнення трейлеру, придатного щоб стати YouTube-хітом».
«Акулячий торнадо» став культовим фільмом. Його використали для «живого» заходу RiffTrax у липні 2014 року, де колишні учасники «Mystery Science Theatre 3000» сміялися над фільмом перед глядачами. Це також транслювалось в кінотеатрах за сприяння NCM Fathom; ця ідея була запропонована виробниками телефільму під час його обговорення з Fathom. Після події Ферранте сказав, що «бути висміяним хлопцями з MST3K — це честь». У 2016 році Homes.com додав сторінку про те як підготувати свій будинок до акулячого торнадо.

### Номінації та нагороди
| Нагороди та номінації фільму «Акулячий торнадо» | Нагороди та номінації фільму «Акулячий торнадо» | Нагороди та номінації фільму «Акулячий торнадо» | Нагороди та номінації фільму «Акулячий торнадо» | Нагороди та номінації фільму «Акулячий торнадо» | Нагороди та номінації фільму «Акулячий торнадо» |
| Рік                                             | Кінофестиваль/кінопремія                        | Категорія/нагорода                              | Номінант                                        | Результат                                       |                                                 |
| ----------------------------------------------- | ----------------------------------------------- | ----------------------------------------------- | ----------------------------------------------- | ----------------------------------------------- | ----------------------------------------------- |
| 2013                                            | «Молодий Голлівуд»                              | Найкраща інтернет-сенсація                      | «Акулячий торнадо»                              | Перемога                                        |                                                 |
| 2014                                            | «Вибір народу»                                  | Улюблений телефільм / мінісеріал                | «Акулячий торнадо»                              | Номінація                                       |                                                 |

## Продовження
Успіх стрічки породив серію сиквелів, шоста частина серії вийшла 19 серпня 2018 року.